# Stieg 29 (Quedlinburg)

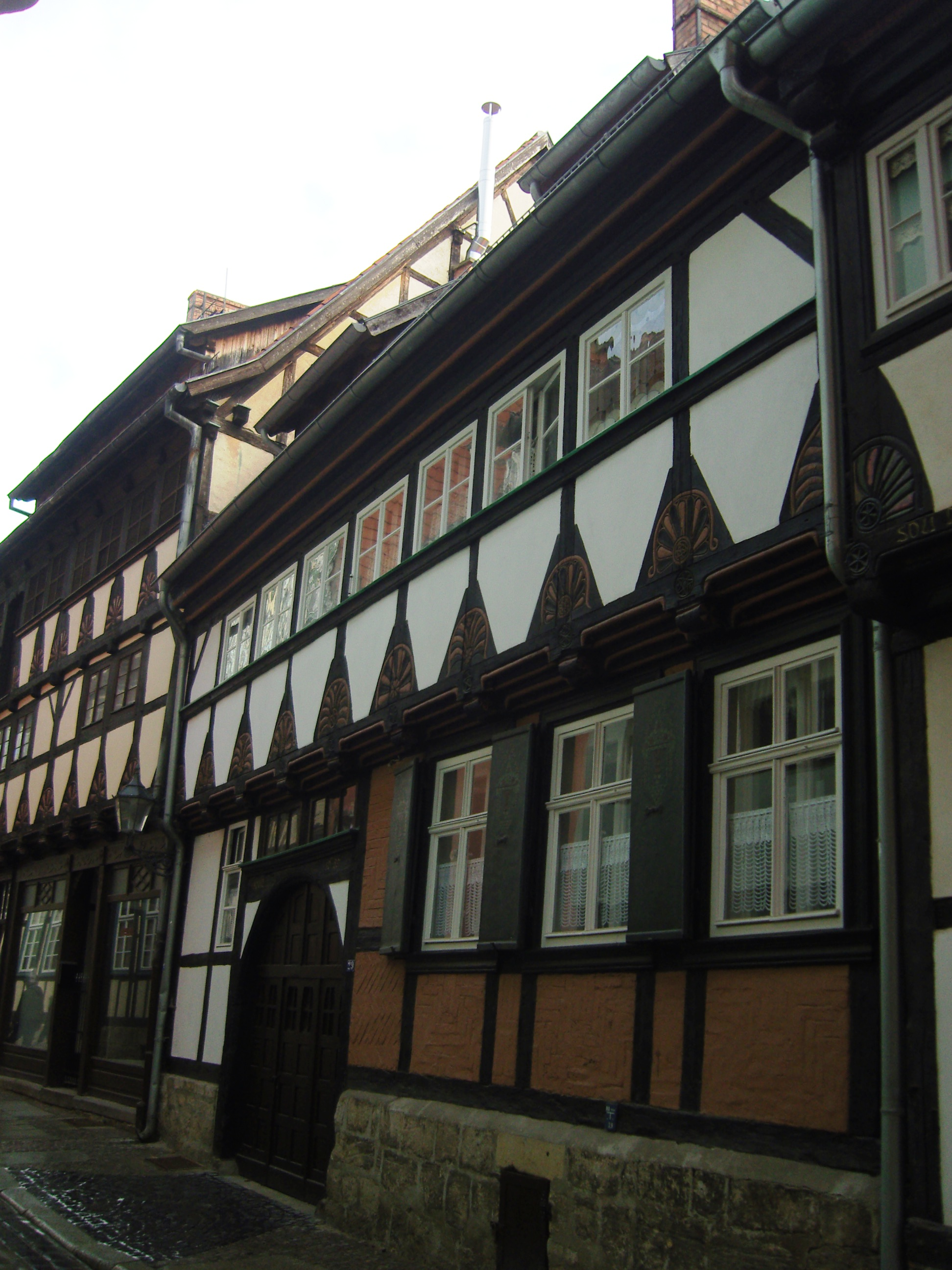
Haus Stieg 29

Das Haus Stieg 29 ist ein denkmalgeschütztes Gebäude in der Stadt Quedlinburg in Sachsen-Anhalt.

## Lage
Es befindet sich östlich des Marktplatzes der Stadt und gehört zum UNESCO-Weltkulturerbe. Im Quedlinburger Denkmalverzeichnis ist es als Wohnhaus eingetragen. Östlich grenzt der gleichfalls denkmalgeschützte Alte Klopstock, westlich das Haus Stieg 30 an.

## Architektur und Geschichte
Das zweigeschossige Fachwerkhaus entstand im letzten Drittel des 16. Jahrhunderts. Aus dieser Zeit stammen insbesondere die Schiffskehlen und beschnitzten Fußwinkelhölzern. Im Jahr 1685 erfolgte nach einer Bauinschrift ein Umbau des Hauses. Hierbei wurde das Portal und auch eine barocke Profilbohle eingefügt. Darüber hinaus wurden die Gefache mit Zierausmauerungen versehen. 1982/83 wurde das Gebäude zum Teil rekonstruiert. Die Fassade des Erdgeschosses blieb dabei in ihrer Fassung aus dem Jahr 1685 und den jüngeren Fensterläden erhalten. Im Obergeschoss wurden die nur teilweise erhaltenen Fächerrosetten ergänzt und die Brüstungshölzer wiederhergestellt. Die Fassade wurde damit in ihre ursprüngliche Gestaltung aus dem 16. Jahrhundert zurückgeführt. Bei den Arbeiten stellte sich heraus, dass die im Haus verwendeten Fachwerkhölzer ursprünglich bereits aus einem anderen Gebäude stammten und beim Bau des Hauses wiederverwendet worden waren. Im Haus wurden zwei Wohnungen eingerichtet.
Bereits 1981 war nach dem Abriss von Hofgebäuden ein ursprünglich auf dem Hof des Hauses Steinweg 18 stehender Taubenturm, wegen einer dort bestehenden Gefährdung seiner Bausubstanz, in den Hof des Grundstücks Stieg 29 umgesetzt worden. Zum Teil wird der Turm auch dem Grundstück des Alten Klopstocks zugeordnet.